# (24643) Маккриди
(24643) Маккриди (лат. MacCready) — астероид, относящийся к группе астероидов, пересекающих орбиту Марса. Он был открыт 28 сентября 1984 года американскими астрономами Кэролин Шумейкер и Юджином Шумейкером в Паломарской обсерватории и назван в честь американского инженера Пола Маккриди.

Орбита астероида Маккриди и его положение в Солнечной системе